# کنی بوکر
کنی بوکر (انگلیسی: Kenny Booker؛ زادهٔ ۲۰ نوامبر ۱۹۴۸) بازیکن بسکتبال اهل ایالات متحده آمریکا است.
از باشگاه‌هایی که در آن بازی کرده‌است می‌توان به بسکتبال مردان یوسی‌ال‌ای برونز اشاره کرد.